# 源速科技
源速科技（Apeiro8）成立於2016年，提供內容傳遞網路（CDN）解決方案。公司主要開發CDN平台，提供網站瀏覽、DDoS防禦、網頁應用程式防火牆（WAF）等服務。
- 2016年：公司成立，開發CDN平台。
- 2021年：導入是方電訊的雲端交換中心（CCX）服務[2]